# Craig, Taylor & Company
Craig, Taylor & Company Ltd. war ein Schiffbauunternehmen mit Werften in Thornaby-on-Tees, North East England. Das Unternehmen beschäftigte sich in der Hauptsache mit dem Bau von Trampschiffen und Colliers.

## Geschichte

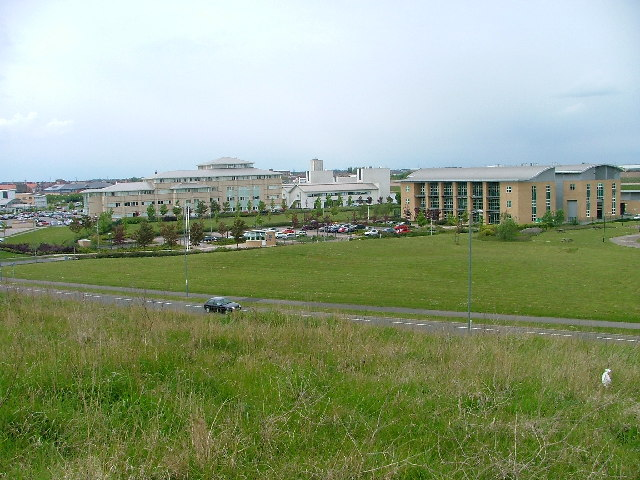
Der Queen’s Campus auf dem ehemaligen Werftgelände

Das Unternehmen wurde 1836 von der Irving, Lane & Company gegründet und 1884 von Craig Taylor’s übernommen. Das 1885 neu gegründete Unternehmen wurde 1905 in eine Kapitalgesellschaft umgewandelt.
Zu Beginn des Ersten Weltkriegs beschäftigte das Unternehmen zwischen 1200 und 1400 Mitarbeiter. Während der Kriegsjahre entstanden Trampschiffe und Linienfrachter für private Rechnung. In den Jahren nach Kriegsende hatte die Werft wenige Aufträge und musste seine Neubautätigkeit mehrere Male für längere Zeit komplett unterbrechen. Im Jahr 1930 wurde die Werft zur Abwicklung in die National Shipbuilders Security überführt. Die Werft wurde daraufhin geschlossen, das Inventar verkauft und die ehemaligen Werftgebäude 1931 abgebrochen. Das Metallbauunternehmen Head, Wrightson & Company übernahm das ehemalige Werftgelände und produzierte dort bis 1987 Großbauteile. Nach dem Abbruch der Head-Wrightson-Betriebsgebäude wurde das Gelände erneut bebaut.